# اندیس سراب رباط سفید
سراب رباط سفید یک اندیس فلزی است که در حوالی شهر نیشابور استان خراسان قرار دارد و مادهٔ معدنی موجود در آن، کرومیت است.  